# Jean-Baptiste Barrière (Komponist, 1958)
Jean-Baptiste Barrière (* 2. Januar 1958 in Paris) ist ein französischer Komponist.

## Leben
Jean-Baptiste Barrière studierte in Paris neben Musik auch Kunstgeschichte, Philosophie und mathematische Logik. Seit 1981 arbeitete er als Forscher und Komponist am IRCAM an den Projekten Chants (Synthese von Gesang und Computer) und Formes (computergesteuerte Synthese und Komposition).
Von 1984 bis 1987 leitete er die Abteilung für Musikforschung, ab 1989 die Erziehungs- und von 1993 bis 1997 die Produktionsabteilung des IRCAM. Daneben arbeitete er hier mit Musikern wie Gérard Grisey, Jonathan Harvey und Sir Harrison Birtwistle zusammen. Zwischen 1987 und 1989 unterrichtete er am Pariser Konservatorium und an der University of California San Diego. Von 1997 bis 1998 unterrichtete er Computermusik-Komposition an der Sibelius-Akademie in Helsinki. Seitdem wirkt er als freischaffender Komponist.
Neben eigenständigen Werken komponierte Barrière die Musiken zu multimedialen Projekten von Pierre Friloux und Françoise Gédanken, Catherine Ikam und Louis Fléri, Peter Greenaway, Maurice Benayoun, François Schuiten und anderen.

## Werke
- Chréode, Stück für Computer, 1983 (Prix de la Musique Numérique beim Concours International de Musique Electro-acoustique in Bourges)
- Collisions, Multimediashow, mit Kaija Saariaho unter Leitung von Pierre Friloux und Françoise Gedanken, 1984
- Le messager, Musik zum Virtual-Reality-Stück von Catherine Ikam und Louis Fléri, 1995
- Alex, Musik zum Virtual-Reality-Stück von Catherine Ikam und Louis Fléri, 1996
- Flying over water, Soundtrack zur Ausstellung von Peter Greenaway in Barcelona, 1997
- 100 Objects to Represent the World, Pro-Opera von Peter Greenaway, Salzburg 1997
- Autoportrait in motion, interaktive Ton- und Bildinstallation, 1998
- Vitual-Reality-Stücke von Maurice Benayoun:
  - Worldskin, 1997 (Prix Ars Electronica bei der Art Interactif 1998)
  - Tunnel Paris-New Delhi, Paris, Neu-Delhi 1998
  - Crossing Talks, Tokio 1999
  - Art Impact, Paris 2000
  - Labylogue mit Jean-Pierre Balpe, Brüssel, Dakkar, Lyon, 2000
  - SoSoSo, Karlsruhe 2002
  - Cosmopolis, China, 2006
- Planet of Visions, musikalische Ausstattung des französischen Pavillons von François Schuitten bei der Expo 2000 in Hannover, 2000
- Reality Checks
  - Autoportrait in motion. 1998
  - Cellitude, für Cello
  - Time Dusts für Perkussion, 2001
- L’homme transformé, musikalische Ausstattung der Ausstellung von Joël de Rosnay, Paris 2001
- Parcours multimédia de l’Abbaye de Fontevraud, musikalische Ausstattung, 2001
- Chasing wind, the well of vanities, visuelle und musikalische Installation, 2002
- Les Fantômes du temps, Multimedia-Show mit dem Choreographen Jean-Claude Gallotta für elf Tänzer, einen Perkussionisten und Livebilder und -klänge, Grenoble 2002
- Violance, Multimedia-Show für Violine, Kinderstimme, Lifebilder und -klänge nach Maurice Maeterlinck, Marseille 2003
- L’amour de loin, visueller Part der konzertanten Version von Kaija Saariahos Werk, Berlin 2006
- Deux Songes de Maeterlinck d’après Bruegel, Multimedia-Show nach Maeterlinck, Marseilles 2007